# 費德魯斯篇

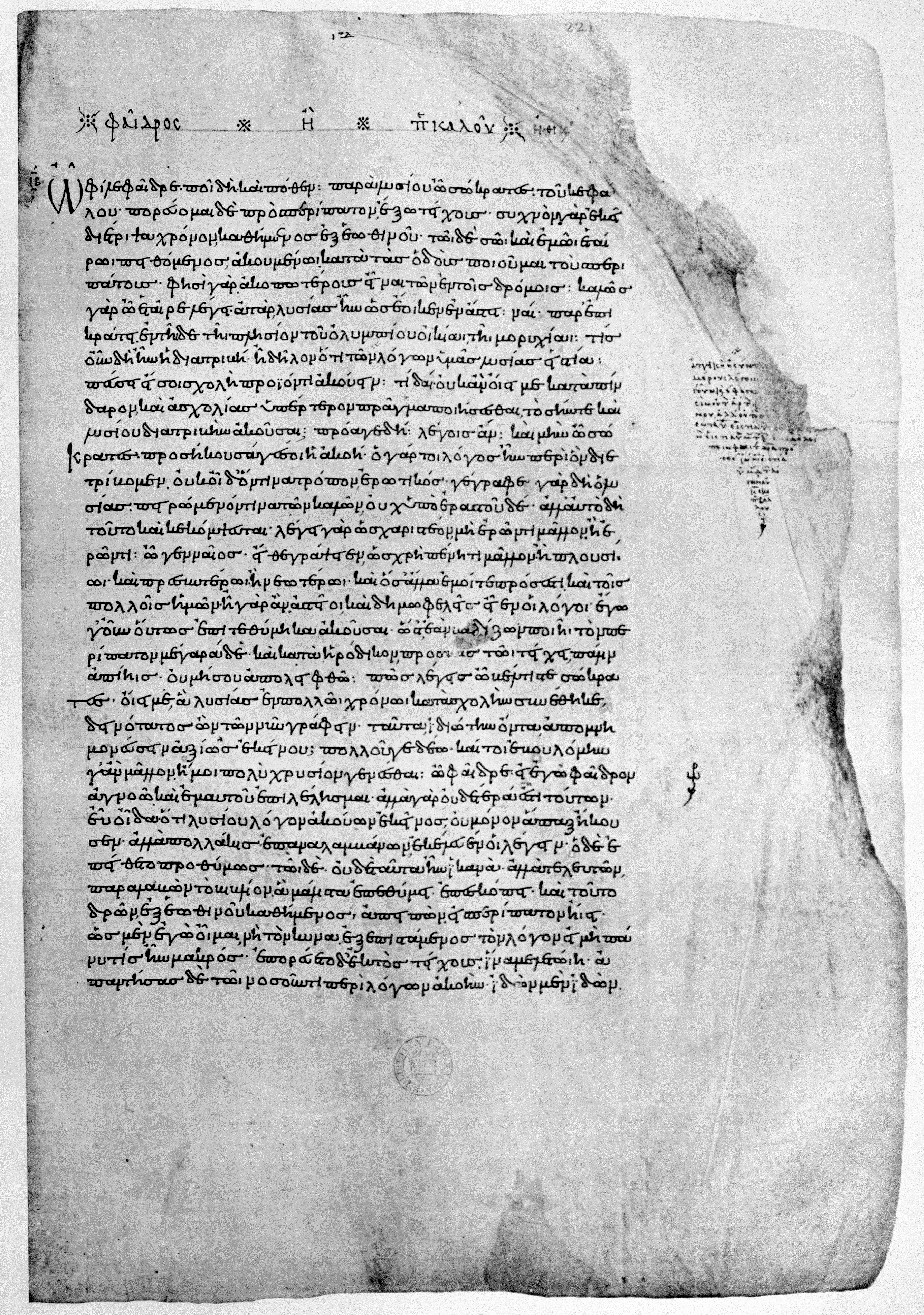
《費德魯斯篇》的一篇中世紀手稿的第一頁，抄寫於895年，為藏於牛津大學博德利圖書館的克拉克抄本39號（Codex Clarkianus 39）

《費德魯斯篇》（羅馬化：Phaîdros，又譯《費德羅篇》）是古希臘哲學家柏拉圖的一篇哲學對話，通常歸類於柏拉圖的中期作品，寫作時間約與《會飲篇》和《理想國》相同。對話中的兩個人物蘇格拉底與費德魯斯從討論「厄洛斯」／愛情開始，而對話的內容涉及到寫作、修辭的倫理、靈魂轉生等一系列哲學沉思。

## 主要人物
- 費德魯斯：雅典貴族、修辭學家，亦在《會飲篇》中登場。
- 蘇格拉底：哲學家，柏拉圖全部對話作品的主人公。
- 呂西亞斯：著名修辭學家、演說家，「十大阿提卡演說家」之一，有多部作品傳世。文中呂西亞斯本人並未登場，而是由費德魯斯朗讀他的演說。

## 故事梗概

### 佈景（227a–230e）
蘇格拉底在雅典郊外遇到了正在散步的費德魯斯，後者剛剛在伊庇克拉特斯的家中聆聽演講大師呂西亞斯關於厄洛斯的演說（古希臘少年愛）。深受呂西亞斯的口才折服的費德魯斯在練習背誦他的演說，而蘇格拉底則對這個演說很感興趣，並與費德魯斯相約在城外鄉間一同閱讀和探討。費德羅斯幾番推託而蘇格拉底再三請求下，兩人來到一處小溪邊，坐在一棵法桐樹下，在簡單討論了蘇格拉底是否相信神話故事中敘述的內容後，費德羅斯開始朗誦呂西亞斯的演說。

### 呂西亞斯的演說（230e–237b）
呂西亞斯的演說以一位「非愛人」的口吻對一位「少年」寫成，勸說的內容是「少年應該接受非愛人的追求，而不是愛人的追求」。（古希臘少年愛中，通常較年長的一方稱爲「愛人」，較年少的一方稱爲「被愛人」或「少年」，「愛人」單向追求「被愛人」，而後者決定是否接受前者是古希臘少年愛的固定模式。）
呂西亞斯筆下的「非愛人」認爲，愛人受到愛情的影響而無法正常思考，所以他的舉動是「瘋狂的」。一旦這位愛人從他的愛情中脫身，他必將意識到之前的種種舉動對他自身所造成的損失，並因此厭惡並拒絕之前他所愛的少年。此外，少年與愛人在一起會遭到他人風言風語，而與非愛人在一起則沒有這種擔憂。此外，在任何時刻「非愛人」的數量都遠多於「愛人」，所以在前者當中選出合適的伴侶的機會比在後者當中要大得多。此外，人應當將其擁有的珍寶贈予有能力回饋的人，而不是贈予最需要的人；因此，列舉種種原因後，呂西亞斯筆下的非愛人認爲，從理性思考的角度來說少年應當拒絕愛人而接受非愛人。最後，他以演說長度已經足夠爲由，對少年說：「如果你還有任何問題，就請問吧」。
聽罷呂西亞斯的演說，蘇格拉底首先對其一番稱讚，自稱已經被費德魯斯帶入了他「酒神節一般的瘋狂」。費德魯斯則聽出蘇格拉底言中暗含反諷之意，並要求蘇格拉底認真給他對呂西亞斯演說的真實評價。蘇格拉底說：如果單從修辭的層面上分析呂西亞斯的演說，他沒有任何反對的聲音；但是從論述的角度來看，呂西亞斯單單只是反復堆砌不相關的論點，而沒有條理。蘇格拉底還說，雖然平時的他不善言辭也從不發表長篇大論，但在費德羅斯和鄉間的靈韻影嚮之下，他似乎「被他人的一條泉水通過聆聽而充溢着」，並表達出以相同的論點發表另一篇演說的願望。費德魯斯聽到蘇格拉底這樣的說法後，極力要求他一定要發表自己的演說，否則不會讓他離開。蘇格拉底雖然又一番推託，最後他出於「害羞」而用長袍蒙住頭髮，並開始了他自己的演說。

### 蘇格拉底的演說（237b–243e）
蘇格拉底決定從「愛情」／「厄洛斯」的定義着手他的演說。蘇格拉底說：所有人生而擁有追求「美」的慾望（ἐπιθυμία），這一慾望是內在的；然而，教育給予了我們判斷是非的能力（σωφροσύνη），如果慾望超越了判斷力並凌駕於後者之上，那麼慾望便會成爲「忤逆天理」的（ὕβρις）。因此，蘇格拉底爲愛情下的定義便是：「對美的凌駕於判斷力之上的慾望，向享受美的目的驅動我們，而驅動它的是我們對美麗的軀體的慾望力，這一慾望就是愛情」。
既然已經有了愛情的定義，蘇格拉底開始闡述愛情對被愛的少年的負面影響。蘇格拉底說：由於愛人的慾望凌駕於他的判斷力之上，導致他不會從少年的利益出發，而只是爲了滿足自己的慾望出發而行動。如果愛人想要讓他的慾望持久獲得滿足，他便必須阻撓少年的身體與智力的發展，阻撓少年的成長與成家立業（古希臘少年愛一般在少年成家立業後結束），破壞少年的人際關係並讓後者一切都依賴於愛人。而由於愛情最終會被理性的判斷力取代，失去了愛情的愛人便會背離當初對少年許下的山盟海誓並丟棄少年，這樣當初輕信了愛人的話語的少年最後便被愛人毀掉了一生。最後，蘇格拉底用一句詩句來概括他的演說：「狼之於羔羊，正如愛人之於被愛人」。
至此，蘇格拉底突然結束了他的演說。他說，如果他繼續這樣講下去的話，遲早會被寧芙附身，所以在被費德魯斯要求繼續下去之前，他決定轉身離開這個地方。然而，就在離開之前，蘇格拉底突然聲稱他聽到了他的「小代蒙」的聲音，說他對神不敬，必須在離開之前作出懺悔。蘇格拉底說，他意識到他的罪過是對愛神厄洛斯的不敬；如果愛是一尊神，那麼神不可能是惡的，所以他決定像傳說中詩人斯特西克魯斯污衊海倫受到神罰、後來作詩悔過得到救贖一般，也向繆斯朗誦一首「悔過歌」（παλινῳδία）來讚美愛情與愛人。

### 蘇格拉底的悔過歌（243e–257b）
蘇格拉底承認，他附和呂西亞斯的演說並勸說少年拒絕愛人、接受非愛人，這是一個「謊言」。他說，愛是一種瘋狂，但瘋狂不一定是一件壞事；判斷力、心智是由人類所出，而瘋狂卻是神聖的，是神賜予人的禮物。鳥占和預言在他看來都來自一種「神聖的瘋狂」，詩人也必須有一定的瘋狂才能創作出有靈感的作品。作爲他的懺悔，蘇格拉底決定向少年證明：愛情雖然是一種瘋狂，但它卻是神給予人類的萬物中最高的祝福。
蘇格拉底說：每個靈魂都是不死的，而他把靈魂比作一架馬車，由拉車的一對馬和車夫組成。神的靈魂是神聖的，所以祂的兩匹馬都是純種馬，車夫也可以駕馭兩匹馬穿梭在天空中；而對凡人來說，這對馬當中的一匹是純種馬，另一匹則是雜種，車夫也要付出極大的努力才能駕馭兩匹馬。神與完美的人的靈魂是有翅膀的，有翅膀的靈魂不在肉體中，而是直衝入雲霄；丟失了翅膀的靈魂則沉向大地，與肉體結合而成爲凡人身。每當靈魂接觸神聖的、美麗的、智慧的、善良的事物，它的翅膀便得到滋潤，而醜、惡則使翅膀腐爛脫落。
在天空中的神以祂們固有的秩序行進着，而每位神身後都跟隨着代蒙與人的靈魂組成的儀仗隊。他們所居住的世界是唯一「真實」的，這裏的物質無色、無形、不可觸及，卻是由心智可以看到的真理本身。在星球的轉動中，不死的靈魂可以觀察正義與其他一切絕對有物，並與神一同飲食仙饌密酒。
凡人的靈魂亦追求這一神的世界，但是被雜種馬拖累的它們難以企及神的境界，而往往無法看到真理，而是墜落到臆測的世界。這些靈魂轉世而爲人，他們中從最接近真理到最遠離真理，依序成爲哲學家，其次是國王，再次是政治家，再次是運動員和醫生，再次是預言家和神職者，再次是詩人與藝術家，再次是手工藝者，再次是智辯家與政客，最後是暴君。轉世成人的靈魂需要一萬年的輪迴才能回到神間，但是如果連續三個千年週轉的哲學家以哲學的形式戀愛少年，他只需要三千年便可以完成輪迴。
由此，蘇格拉底說出愛情使人瘋狂的原因：戀愛中的人在人世間看到的美好，使他想起了轉世凡間之前，在神界曾經看到過的真理與美好。但是，凡人的記憶是破碎的，他無法記起是什麼讓他產生了如此激烈的對美好的渴望，因此他們在自己和別人看起來是瘋狂的。美是唯一一個在人間也能看見的神界的美好，因此只有美才能激起這樣的愛情。有些人已經失去了對神界的美好的記憶，所以他們見到了美後只能像禽獸一般激起肉慾；而與神界的美好更接近的靈魂卻會將少年當作他在神界見過的神一樣崇拜，這種澎湃的感情充溢着他們的靈魂並讓他們再次開始生長出翅膀。靈魂的生長翅膀的痛楚如同長牙的痛苦一般，驅動他們與所愛之人接近。愛人對所愛之人的行爲，亦與他們在神界時追隨的神相關聯；追隨宙斯的靈魂會莊嚴的承受他的愛情，而追隨戰神阿瑞斯的靈魂則短氣易怒，追隨其他神的靈魂亦然。每個這樣的愛人和所愛的少年在一起時，便會盡他所能讓少年變得與他追隨的神更爲相像，所以追隨宙斯的靈魂會盡他所能讓少年走上哲人的道路，這便是愛人與被愛的少年的靈魂共同獲得提昇的方法。
如蘇格拉底前面所講，每個靈魂都像一架馬車。當靈魂第一次在凡間看到美麗時，它的三個組成部分便會開始一場鬥爭：車夫與純種馬高尚的本性讓他們拒絕羞恥的行爲，但雜種馬卻被美麗的少年吸引並執意追求與少年的性愛。車夫與純種馬無論如何制止，雜種馬總會把他們拖到少年面前；但是在少年面前，被美麗震攝住的車夫倒在地上，被他拉住的兩匹馬也隨之摔倒。這樣一而再、再而三吃到苦頭後的雜種馬終於不再囂張跋扈，而是開始深深恐懼並敬重起所愛的少年，並像神一樣供奉他。而少年與愛人相處日久後也逐漸接受了後者，後者的愛也在少年心中以一個反向的愛得到映襯。無法繼續拒絕愛人的少年與愛人來到床上，他們靈魂中的雜種馬也驅動著他們相互享樂。但是，如果車夫與純種馬用理性壓制住這部份的靈魂，在達成自控後的愛人與少年便可以度過一個幸福與相互理解的一生，在他們死後的靈魂也會長出翅膀，並完成第一輪愛的轉世。如果少年與愛人沒有控制住自己，而是互相進行了情愛之事，他們的愛情不會與哲學的愛一樣堅定，但如果他們能夠對彼此堅貞不渝，則他們的靈魂依然會一起度過轉世，並在合適的時間一起長出翅膀。
最後，蘇格拉底總結道：愛雖然是瘋狂的，但它卻給人以神聖的禮物，而遠遠超過以凡人心智相互結合的普通友誼；最後，蘇格拉底與費德魯斯一起祈禱愛神讓呂西亞斯停止他褻瀆神聖的演說，而將他帶到最好的生命之路上——以哲學討論的方式戀愛。

### 修辭與寫作（257b–279c）
至此，蘇格拉底與費德魯斯的對話突然話鋒一轉，二人開始討論起何謂「修辭」。費德魯斯承認，蘇格拉底的第二篇演說（「悔過歌」）是呂西亞斯的修辭無法企及的，而蘇格拉底則問道「好的寫作與壞的寫作」的區別何在。蘇格拉底說，演講與寫作這一行爲本身無可厚非，而可恥的事情是以壞的、可恥的方式演講或寫作。此處蘇格拉底先是講了一個「蟬的故事」：他說，蟬本來是生活在繆斯誕生之前的人類；在繆斯誕生後，音樂與歌唱也隨之誕生，而有的人陶醉在音樂當中，廢寢忘食而死去。這些人被繆斯變成了蟬，從出生的一天起便不需飲食，而是一直唱歌直到死去，在他們死後便會見到繆斯並向她們報告凡間人類的表現，報告後者是否在音樂方面有所造詣而爲繆斯帶來榮耀。蘇格拉底說，如果此時他們二人聽着蟬鳴、躺在草地上午睡，蟬便會將他們二人當作無知的奴隸；而若他們能抵禦蟬塞壬一般的歌喉，繼續探討哲學問題，那麼蟬也會如實將他們的功績報告給主掌哲學這一「最高級的音樂」的繆斯，卡利俄佩與烏剌尼亞。
故事說罷，二人言歸正傳；費德魯斯回答說，演講的目的不是區分真與假，而是讓聽演講的人服從演講者的意願。蘇格拉底則引用斯巴達諺語說：真正的演說者必須有對真理的把握。修辭是「引導靈魂的技術」（τέχνη ψυχαγωγία），而想要學習修辭的學生必須學會區分「所有人都有相同理解」的詞彙與「每個人都以不同方式理解」的詞彙。呂西亞斯的演說中並未定義何謂「愛情」，而是假定了所有人都以相同方式理解愛情，這是蘇格拉底對他的演說的批判。
蘇格拉底認爲，一個好的演說必須「像一個生物一樣組成，有一個屬於自己的軀體；不能無頭或無尾，而是要有文字組成的、相互照應並與整體協調的軀幹和肢體。」正如蘇格拉底自己的第二篇演說中區分了不同類型的瘋狂，演說者需要懂得兩種藝術：第一，他需要將「分散在各處的物體集合、概括到一個形態之下」；第二，他需要「將每一件物體再次沿自然形成的關節根據它的形態進行切割」，懂得這種先合成再分析的藝術的演說者便是蘇格拉底所謂的「辯證家」（διαλεκτικοί）。
自古以來的著名演說家、修辭家們總結出了一系列的修辭手法與演說的結構，比如「開章明義」（προοίμιον）、「陳列證據」（μαρτυρία）、「複述總結」（ἐπάνοδος）等等。蘇格拉底卻認爲，懂得這些演說手法的人像是一名醫生，雖然懂得如何提高或降低病人的體溫、懂得如何催嘔與催泄，卻不知道什麼樣的病人適合這些治療方法，也不知道什麼時候該用什麼方法治療；或是像一名悲劇作家，懂得如何寫作富有感情的場景卻不知道如何將場景組合成爲戲劇；抑或是像一個琴手，懂得如何彈出琴上最高和最低的音符，卻不知道如何演奏和諧的音樂。因此，學習修辭手法並不等同於學習演說的藝術本身；演說的藝術是辨證術，而修辭手法只是學習辨證術之前的準備工作。而既然如他所言修辭是「引導靈魂的技術」，修辭家必須懂得區分不同的靈魂，並對每個靈魂實施合適的修辭手法以說服他們；修辭家在演說中並不關心事實，而是依順聽衆的心願說他們最想聽到的話。然而，學習靈魂的所有種類在蘇格拉底看來是一個極難的目標，因此理智的人付出如此的努力顯然不是爲了滿足身邊的凡人，而是爲了滿足天上的神來演說，以上種種便是蘇格拉底對於修辭與演說的觀點。
說罷修辭與演說，蘇格拉底與費德魯斯開始探討寫作的藝術。蘇格拉底在此講述了埃及的智慧之神托特的一個故事：托特來到埃及衆神之王塔摩斯（阿蒙）前，向後者介紹諸多技藝並讓他將這些技藝教給埃及的人民。當介紹到文字時，托特說：「王啊，這個知識可讓埃及人變得更加智慧、提高他們的記憶力。這便是記憶與智慧的藥（φάρμακον）。」塔摩斯卻回答說：文字、寫作不會讓人的記憶力變好，卻反而會讓人依賴寫下來的文字，讓靈魂變得容易遺忘。塔摩斯繼續說：托特發現的藥並不是記憶的藥（μνήμης），而是提醒的藥（ὑπομνήσεως）；它會讓人看起來智慧而實際上不然，讓人自以爲見多識廣而有很多知識，實際上卻什麼也不知道，使他人無法與這樣的人共處。
蘇格拉底批判寫作說：寫作只能提醒人自己已經知道的事情，卻不能教會人新的技藝。此外，寫作與畫作一樣是靜止的；寫作不能與人討論，不能回答別人的問題，不能爲自己辯駁。因此，所有的作家都不是爲了真正嚴肅傳播知識的目的來進行寫作，而只是用寫作的方式娛樂自己，其本質與飲酒縱慾沒有任何區別；真正高尚的人則會修習辯證術，在他人的靈魂中種下一個會開花結果、進行下一輪傳播的種籽，只有「（這樣的談話）會讓人達到凡人所能企及的最高的幸福。」雖然這樣的人不能稱之爲智慧的（因只有神才有真正的智慧），但是可以稱爲「愛智慧者」（φιλόσοφος，即「哲學家」、「哲人」），而這種對智慧的愛就是蘇格拉底從神祗處要傳達給世人的訊息。

## 解析

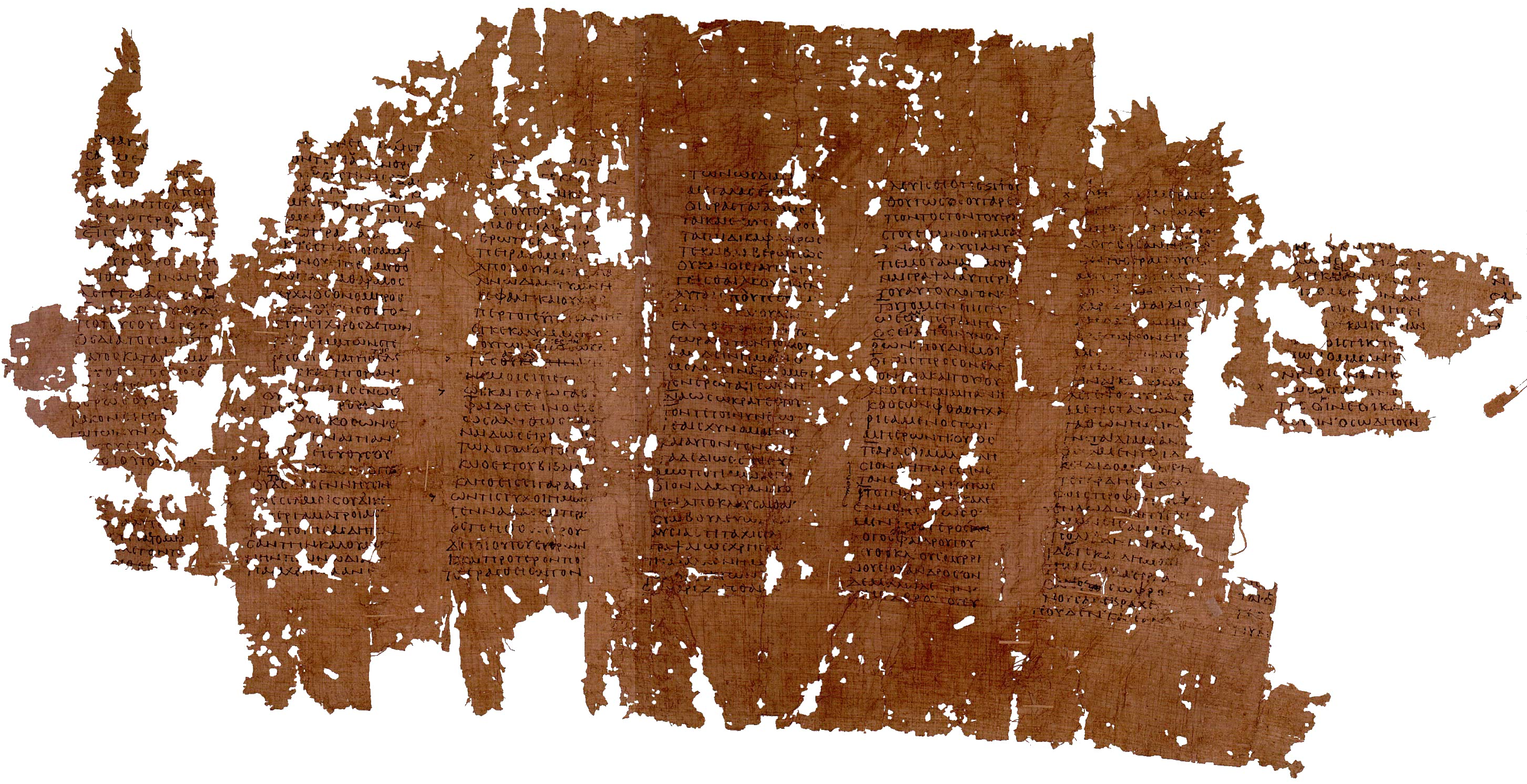
公元2世紀紙草碎片，載有《費德魯斯篇》殘篇（來自牛津大學俄克喜林庫斯紙草集）

古代的評論家通常認爲《費德魯斯篇》是柏拉圖的第一部作品，直到19世紀這一觀點仍爲學界主流，由德國哲學家、柏拉圖翻譯家所擁護。20世紀的柏拉圖學者經過比對分析柏拉圖所有作品後，傾向於認爲這一對話屬於柏拉圖中期較晚的作品，甚至也有將其劃爲後期作品的論點。芬蘭學者霍尔格·塞斯勒夫認爲柏拉圖約在前380年代撰寫了一篇概要，而在約前360年代逐漸將其擴充成爲現有的對話版本。如果從文本內部的角度分析時間順序的話，在《會飲篇》中登場的費德魯斯說「從來沒有人讚頌過愛神」，這似乎與本篇中他聽蘇格拉底讚美愛神厄洛斯不符合；另一方面，有鑑於《理想國》第十篇中蘇格拉底發表了「靈魂不死」這一觀點後他的聽衆表示出了震驚，又有理由認爲蘇格拉底此處對靈魂不死的論述並不是他的好友在《理想國》描述的階段廣泛瞭解的。
現存最早的《費德魯斯篇》手稿出自拜占庭帝國書記之筆，抄寫於895年，手稿上附有副標題「論美」。另有2世紀與3世紀的紙草殘篇上記載有這篇對話的片段。

### 對修辭學的批判
柏拉圖在這篇對話中提出了他著名的關於哲學論述的觀點：「每個論證（λόγος）都要像一個生物一樣組成」，這也是柏拉圖筆下的蘇格拉底批判呂西亞斯「堆砌」一般的演說風格的論點之一。儘管如此，《費德魯斯篇》這篇對話本身卻由兩個近乎不相干的部分組成：在第一部分中，蘇格拉底與費德魯斯輪番通過演說來闡述他們對於愛情的觀點；第二部分中的談話卻突然轉向修辭與寫作，文風也隨之而變。因此，有評判家提出《費德魯斯篇》本身就違反了柏拉圖在文中提出的對寫作的要求。海德格是《費德魯斯篇》的統一性的著名擁躉之一；海德格認爲，這篇對話的內容「並不是雜亂無章的一團」（„kein wirres Vielerlei“），而「必須從所有本質的視角上將這個談話作爲最完美的物件看待」（„so dass dieses Gespräch nach allen wesentlichen Hinsichten als das vollendetste angesprochen werden muss“）。
此外，這篇對話中對演說與修辭的評價亦是蘇格拉底倡議之「辯證術」的一個例子：儘管在《高爾吉亞篇》中柏拉圖對當時活躍於雅典的演說家持否定態度，在此篇中他似乎將演說分成了在衆人面前進行的公開演說與和同伴進行的對話。柏拉圖認爲，演說者必須對每個聽衆靈魂的特殊性有所瞭解，因此他提出的修辭和演說方法並不適用於公開演說或是法庭申辯；作爲「引導靈魂的技術」，修辭學在他看來必須爲哲學的目的服務才有自己的正當性，正如蘇格拉底在本篇中運用修辭的方法鼓勵費德魯斯轉向理型的世界。

### 對文學寫作的批判
作爲古雅典最傑出的作家之一，柏拉圖在本篇中對文學寫作的強烈批判讓從古至今的許多讀者倍感意外，亦有不少關於柏拉圖是否在此否定了他自身作品價值的辯論聲音。一方面，所謂的「圖賓根–米蘭柏拉圖學派」（Tübinger und Mailänder Platonschule）提出了著名的未成文學說，認爲柏拉圖真正的哲學學說不在他發表的著作中，而僅僅在他的學院中進行口頭傳授。本篇中蘇格拉底提到，如果一個人沒有比花費大量功夫寫出的文字「更有價值」（τιμιωτέρα）的作品，那麼這個人只是一個「言辭的寫手」（λόγων συγγραφεύς）或是「抄寫法律條例的人」（νομογράφος），而不是一個真正的哲人，而這一說法被未成文學說的擁躉視作他們觀點的証明；支持這一派的學者包括托马斯·斯勒扎克和乔凡尼·雷亚莱等人。另一方面，以恩斯特·海奇爲代表的「反未成文學說派」認爲本篇中闡述的關於寫作的論點並不能當作柏拉圖在他的寫作之外另有未成文哲學思想的明證，此二派間亦爲此展開了激烈的辯駁。另外，Rafael Ferber 認爲柏拉圖在本篇中反對的並不是文學寫作本身，而是反對爲普羅大衆撰寫的通俗哲學作品；他的觀點是，柏拉圖的「未成文學說」並非無法成文，而是因爲不符合柏拉圖對知識的標準而沒有書寫下來。
相較於本篇中描寫的演說家呂西亞斯，柏拉圖筆下的蘇格拉底進行的演說並非長時間精心雕琢的產物，而是以一個更加高明的思想着手進行的臨場演說，不需要提前寫好文本。近代的學者爭論的另一個話題即是：口頭傳授對柏拉圖來說是否僅僅是適合知識傳遞的媒介，抑或是所有哲學研究都應當僅用口頭而非書寫的方式進行。
另外，20世紀哲學家德希達在一篇著名的論文（La pharmacie de Platon, 1968）中回應了《費德魯斯篇》中對寫作的批判，而這篇論文也成爲了分析在德希達思想中寫作之重要性的核心篇章。此處法文中的一詞（意爲藥店、藥局）來自希臘文 ，後者正是蘇格拉底在文中對寫作的描述。希臘文中的「藥」與中文類似，既可以有「治病的藥」（法語 ）的含義，也可以有「毒藥」的含義（法語 ）。德希達認爲，「藥」本身並不一定是正面或負面的概念，而只是一個「虛象」；柏拉圖並不是肯定了現存的言談、否定了非現存的寫作，而是在人爲的拆分來兩種寫作後，在它們之間選擇了一種並否定了另一種。在另一篇論文中，德希達引述弗洛伊德的一篇以「魔法寫字板」比喻記憶的論文，証明柏拉圖所謂「內在的、現存的言談」亦不過是一種先存的「精神書寫」（écriture psychique）的虛幻體現罷了。柏拉圖將書寫一方面立爲「好」「內在的」「自然的」「言談的」，另一方面立爲「惡」「外在的」「人工的」「失語的」這一區分，在德希達看來是西方文化的形而上傳統的錯誤之根本所在。德希達說：如果將書寫分爲「好」與「壞」這兩種的話，那麼好的書寫只能用壞的書寫這個隐喻來描述，反之亦然；所謂的西方哲學史全部都是在這兩個「書寫」間、在這個「謂詞的對立脈絡」當中展開的。

## 哲學影響
作爲柏拉圖最受人稱道的對話錄之一，《費德魯斯篇》自古以來便廣爲傳頌，影響了很多後世的哲學思考。本篇中以馬車比喻靈魂，描畫靈魂生長翅膀並與神一同飛翔的故事也成爲了柏拉圖最爲經典的比喻之一。

### 古典時代
古典時代的哲學家、修辭家、語法家都對《費德魯斯篇》有濃厚的興趣，且在多部著作中引用、提及本篇。此外，本篇中的很多元素亦被用於其他的詩作與文學作品中，例如篇中提到的法桐樹、蟬的故事、神與人的靈魂漫遊天界的傳奇等。
作爲柏拉圖的學生，亞里斯多德在《修辭學》中亦對演說藝術提出了他的理論；然而亞里斯多德的修辭學與柏拉圖在本篇中提出的理論大相逕庭，也並無關於對「哲學的修辭」這一概念的考量。亞里斯多德的學生狄凱阿科斯甚至對《費德魯斯篇》嗤之以鼻，認爲其過於花哨而沒有實質內容，反對柏拉圖以感性、詩意的角度論述哲學思想。
另一方面，羅馬人西塞羅亦受到柏拉圖在《理想國》、《斐多篇》及本篇中關於「靈魂」的理論影響，在《塔斯庫倫論辯集》與《國家篇》的「西庇阿的夢」一節中均有提及，特別是後者描寫西庇阿關於「靈魂不死」的論述幾乎是柏拉圖在本篇中理論的逐字翻譯。此外，西塞羅著《論演說家》與《法律篇》中皆留下了《費德魯斯篇》中文學元素的印痕。
與之相對的是，修辭學家對《費德魯斯篇》的文學價值持批判態度。儘管戴歐尼修斯承認本篇的文辭優美，尤其是開篇格外引人入勝，他仍然認爲柏拉圖不時過於詩意的表達缺乏文學格調，語言繁瑣而累贅。修辭學家卡修斯·隆基努斯與戴歐尼修斯亦持有相同的態度；隆基努斯甚至認爲文中「呂西亞斯的演說」是一個真正的修辭學家的作品，其修辭水平勝於文中蘇格拉底的兩篇演說。戴歐尼修斯與隆基努斯的評判在古代並非少數意見；儘管並未在史上留下姓名或任何作品，古代有相當數目的修辭學家都以相同的依據批判了柏拉圖與《費德魯斯篇》，站在呂西亞斯的立場上反對柏拉圖將他描述爲無能之輩，並認爲柏拉圖的文風過於浮誇，反而是呂西亞斯的演說風格更加令聽衆舒適。
第歐根尼·拉爾修在他編修的哲學史引述前1世紀哲學家斯拉蘇盧斯一篇今已散佚的著作，將《費德魯斯篇》歸類爲倫理學，又爲其添加了副標題「論愛」。
猶太裔柏拉圖主義哲學家斐洛在《論創世》（De Opificio Mundi）一書中亦引用了本篇中蘇格拉底講述的神話故事，且多次用到故事中的元素，尤其是「靈魂飛翔」這一主題在他的著作中佔有核心地位。

### 斯多葛學派
前1世紀的哲學家波希多尼對本篇中關於「靈魂不死」的証明深感興趣，然而他的理解是柏拉圖並未証明「每個靈魂」是不死的，而是「全部靈魂」（即將世界的整體看作一個靈魂）不死，這一理解在斯多葛學派中廣爲流傳，成爲後者對「靈魂」這一哲學概念認知的主要來源。
然而，在斯多葛學派中亦存在對本篇的負面評價。例如，生於1世紀、以反對柏拉圖主義著稱的斯多葛學派語法學家赫拉克利特在《荷馬問題集》（Ὁμηρικὰ Προβλήματα）中就對本篇中描述的古希臘少年愛持反對態度，且赫拉克利特認爲柏拉圖提出靈魂的三個組成部分這一理論事實上源自荷馬史詩。
信奉斯多葛學派的羅馬皇帝馬爾庫斯·奧列里烏斯在一篇與演說家弗朗托的書信中曾探討「愛情的哲學」這一主題。信中，弗朗托引用到本篇，並將其作爲古希臘哲學中愛情觀的典範；而奧列里烏斯則回信說，他對文中的費德魯斯這一人物真實性表示懷疑，但他亦認爲文中描述蘇格拉底與費德魯斯的關係可以比擬他本人與弗朗之間的關係。

### 中期柏拉圖主義
《費德魯斯篇》對中期柏拉圖主義學派有極其重要的地位。由於本篇中的對話鼓勵少年以哲學爲業，且古代通常視本篇爲柏拉圖的第一部著作，這一時期的柏拉圖主義以本篇作爲柏拉圖思想的入門教材，且在很多作品中大量引用本篇的內容及探討本篇中的主題，尤其是「靈魂飛翔」的故事也吸引了很多論述作品。最早關於本篇的中期柏拉圖主義論述作品可以追溯到2世紀的哲學家阿提庫斯和他的學生阿爾戈斯的哈耳珀克剌提翁，後者撰寫的二十四卷《柏拉圖註》（Ὑπόμνημα εἰς Πλάτωνα）中有關於本篇的論述，然而該作現今只留下了殘篇。此外，曾在雅典學習中期柏拉圖主義思想、以《金驢記》一書聞名的羅馬小說家阿普列尤斯講述的「不可見的神」的故事亦是本篇中靈魂神話的延伸。另外一名中期柏拉圖主義哲學家泰爾的馬克西穆斯亦在他的多篇講義中提到靈魂在天空中飛翔的主題。
另外，通常歸於中期柏拉圖主義的哲學家普魯塔克在他的著作中曾評論說：柏拉圖「靈魂不死」的證明已成爲了普羅大衆熟知的篇章；在普魯塔克撰寫的對話篇《愛人》中亦隨處可以見到《費德魯斯篇》的影響 。與之同時期的演說家金嘴狄翁也在兩篇演說中以本篇中的內容作爲演講主題。

### 新柏拉圖主義
進入古典時代晚期後，新柏拉圖主義逐漸成爲了希臘世界主流的哲學思想。《費德魯斯篇》對新柏拉圖主義的奠基人普羅提諾的影響極其深遠，後者思想體系中的世界觀乃至形而上學與靈魂的學說近乎全部基於本篇。其中，「靈魂生長羽翼」的比喻對普羅提諾思想中佔有核心地位的「靈魂墮落至肉體的世界」這一理論尤其重要。在普羅提諾的理解中，「靈魂的墮落」並不意味着與肉體相連接的靈魂完全脫離了超越凡間的、神的世界，而是有一個精神的組成部分仍然留在彼處；他將這個靈魂的精神性比作蘇格拉底的故事中馬車夫的頭顱。普羅提諾認爲，超越凡間的世界並不是靈魂暫作停留的場所，而是靈魂中精神的一部分永恆的居所，只有靈魂中非精神的組成部分才會脫離這一世界並進入物質世界。
楊布里科斯是首位批註《費德魯斯篇》的新柏拉圖主義哲學家，然而其批註現今只有殘篇遺留下來；他將本篇視作一部關於神學的思辨作品。與中期柏拉圖主義學派不同的是，楊布里科斯並非以《費德魯斯篇》作爲入門教材講授，而只對他的高年級學生傳授本篇；楊布里科斯認爲，非理性的靈魂沒有獨立運動的能力，而是純粹作爲理性靈魂的工具被使用。在楊布里科斯的詮釋中，率領儀仗隊的宙斯就是柏拉圖在其他篇章中提到的巨匠造物主；此外，楊布里科斯針對本篇中蟬的故事提出他的理解方式：故事中蟬的人類始祖便是尚未與肉體結合的靈魂，他們居住的便是理型的世界。在這些靈魂來到物質的世界與肉體結合後，他們拒絕接受感官的世界，因此不吃不喝；他們在死後便回到了在超越凡間的世界。

### 近現代
近現代的評論家大多接受了「《費德魯斯篇》是柏拉圖最早的一篇作品」這一說法，將其視爲柏拉圖早期思想的反映以及其他對話錄的導言，且以此爲理據評估本篇的文學價值與哲學內容。直至19世紀中葉將本篇視爲柏拉圖中期作品的觀點才得到學界廣泛接受。
黑格爾在《哲學史講演錄》中針對柏拉圖講述愛情的「狂熱」提出：「真理在这里表现为感情的形态」（„Das Wahre ist hier in der Weise des Gefühls“）。黑格爾認爲：此處柏拉圖對真理的判斷標準是武斷的，基於主觀意識上的感情而非「真理的真实内容」（„die wahrhafte Weise des Wahren“) 。黑格爾亦批判蘇格拉底講述的「靈魂飛翔」的故事，認爲這個神話「华丽而不够谨严」（„etwas bunt und inkonsequent“，「華麗」此處亦解作「混亂無章」）。但是，黑格爾亦認爲，傳統將柏拉圖解讀成一名純粹的主觀唯心神學家是錯誤的；他講述的寓言實際上是比喻，而反映出的真理是「意识本身在理性中就是神圣的本质和生活，人在纯思想里看见并认识这本质」。

## 引用

### 原文
註：本文中所給出的所有柏拉圖著作頁碼均爲史蒂芬奴斯頁碼。
1. ↑  Plat. Phaedrus 231a–b.
2. ↑  Plat. Phaedrus 234c.
3. ↑  Plat. Phaedrus 234d5.
4. ↑   Plat. Phaedrus 235c.
5. ↑  Plat. Phaedrus 237d–238a.
6. ↑   Plat. Phaedrus 238b–c.
7. ↑   Plat. Phaedrus 241d.
8. ↑  Plat. Phaedrus 244ff.
9. ↑  Plat. Phaedrus 248c–e.
10. ↑  Plat. Phaedrus, 259b–d.
11. ↑  Plat. Phaedrus 261a.
12. ↑   Plat. Phaedrus 265d.
13. ↑   Plat. Phaedrus 265c.
14. ↑   Plat. Phaedrus 265e.
15. ↑  Plat. Phaedrus 266c.
16. ↑  Plat. Phaedrus 266d–267e.
17. ↑  Plat. Phaedrus 268a–269c.
18. ↑   Plat. Phaedrus 274c–d.
19. ↑  Plat. Phaedrus 274e–275b.
20. ↑  Plat. Phaedrus 277a.
21. ↑  Plat. Sym. 177a.
22. ↑  Plat. Resp. X 608d.
23. ↑   Plat. Phaedrus 264c.
24. ↑  Plat. Phaedrus 278d–e.

### 論述作品
1. ↑  J.M. Cooper, D. S. Hutchinson. Complete Works - xii （页面存档备份，存于）. Hackett Publishing, 1997 [Retrieved 2015-3-31].
2. ↑  Heinrich Dörrie, Matthias Baltes: Der Platonismus in der Antike, Bd. 2, Stuttgart-Bad Cannstatt 1990, S. 364; Michael Erler: Platon, Basel 2007, S. 216.
3. ↑  Oxford, Bodleian Library, Clarke 39 (= Codex B).
4. ↑  Corpus dei Papiri Filosofici Greci e Latini (CPF), Teil 1, Bd. 1***, Firenze 1999, S. 231–284. Vgl. Otwin Vinzent: Textkritische Untersuchungen der Phaidros-Papyri, Saarbrücken 1961, S. 7–10, 153–156.
5. ↑  參考 De Vries 1969, pp. 22–24; Elizabeth Asmis: "Psychagogia in Plato’s Phaedrus." In: Illinois Classical Studies 11, 1986, pp. 153–172; Robin 1985, pp. VII–CCV; Szlezák 1985, p. 47f.; Malcolm Heath: "The Unity of Plato’s Phaedrus." In: Oxford Studies in Ancient Philosophy 7, 1989, pp. 151–173, 189–191; Rowe, "The Unity of Plato's Phaedrus. A Reply to Heath." in Oxford Studies in Ancient Philosophy 7, 1989, pp. 175–188.
6. ↑  Martin Heidegger: Nietzsche: Der Wille zur Macht als Kunst (= Gesamtausgabe, Bd. 43), Frankfurt am Main 1985, S. 236.
7. ↑  Daniel Werner: Rhetoric and Philosophy in Plato’s Phaedrus. In: Greece & Rome 57, 2010, pp. 21–46; Heitsch 1997, pp. 180–182; Marina McCoy: Plato on the Rhetoric of Philosophers and Sophists, Cambridge 2008, pp. 167–196; William K. C. Guthrie: A History of Greek Philosophy, Vol. 4, Cambridge 1975, pp. 412–417; James S. Murray: Disputation, Deception, and Dialectic: Plato on the True Rhetoric (Phaedrus 261–266). In: Philosophy & Rhetoric 21, 1988, pp. 279–289.
8. ↑  參考 Giovanni R. F. Ferrari: Listening to the Cicadas, Cambridge 1987, pp. 204–222; William K. C. Guthrie: A History of Greek Philosophy, Bd. 4, Cambridge 1975, pp. 56–64; Michel Narcy: « La leçon d'écriture de Socrate dans le Phèdre de Platon. » In: Marie-Odile Goulet-Cazé et. al. (ed.): Sophies maietores, « Chercheurs de sagesse ». Hommage à Jean Pépin, Paris 1992, pp. 77–92; Thomas Alexander Szlezák: Gilt Platons Schriftkritik auch für die eigenen Dialoge? In: Zeitschrift für philosophische Forschung 53, 1999, pp. 259–267; Christopher J. Rowe: Plato’s Use of Irony: A Case Study. In: Toivo Viljamaa et. al. (ed.): Sprachaspekte als Experiment, Turku 1989, pp. 83–97, hic: 83–91.
9. ↑  Konrad Gaiser: Gesammelte Schriften, Sankt Augustin 2004, pp. 31–33; Hans Joachim Krämer: Arete bei Platon und Aristoteles, Heidelberg 1959, pp. 392–400; Hans Joachim Krämer: Die grundsätzlichen Fragen der indirekten Platonüberlieferung. In: Hans-Georg Gadamer, Wolfgang Schadewaldt (ed.): Idee und Zahl, Heidelberg 1968, pp. 124–128; Hans Krämer: Neue Literatur zum neuen Platonbild. In: Allgemeine Zeitschrift für Philosophie 14, 1989, pp. 59–81, hic: 59–72; Hans Krämer: Zu neuen Büchern über Platon. In: Allgemeine Zeitschrift für Philosophie 22, 1997, 49–68, hic: 51–59; Thomas A. Szlezák: Dialogform und Esoterik. In: Museum Helveticum 35, 1978, pp. 18–32; Thomas Alexander Szlezák: Zum Kontext der platonischen τιμιώτερα. In: Würzburger Jahrbücher für die Altertumswissenschaft Neue Folge 16, 1990, pp. 75–85; Thomas Alexander Szlezák: Platon lesen, Stuttgart-Bad Cannstatt 1993, pp. 67–76, 86; Giovanni Reale: Zu einer neuen Interpretation Platons, 2., erweiterte Auflage, Paderborn 2000, pp. 85–98, 658–661.
10. ↑  Ernst Heitsch: ΤΙΜΙΩΤΕΡΑ. In: Ernst Heitsch: Gesammelte Schriften, Bd. 3, München 2003, pp. 338–347; Ernst Heitsch: πλημμελούμενος καὶ οὐκ ἐν δίκῃ λοιδορηθείς. In: Würzburger Jahrbücher für die Altertumswissenschaft Neue Folge 17, 1991, pp. 143–151, hic: 150ff.
11. ↑  Rafael Ferber: [Die Unwissenheit des Philosophen oder Warum hat Plato die „ungeschriebene Lehre“ nicht geschrieben?] 错误：{{Lang}}：文本有斜体标记（帮助）, Sankt Augustin 1991, pp. 22–30.
12. ↑  Alex G. Long: Conversation and Self-Sufficiency in Plato, Oxford 2013, pp. 10–12, 24.
13. ↑  Derrida 1968.
14. ↑   in Liddell, Henry George; Scott, Robert (1940) A Greek–English Lexicon, revised and augmented throughout by Jones, Sir Henry Stuart, with the assistance of McKenzie, Roderick. Oxford: Clarendon Press. In the Perseus Digital Library, Tufts University.
15. ↑  Roger-Pol Droit. . Les Echos.   [2020-07-09]. （原始内容存档于2021-05-14） （法语）.
16. ↑  Sigmund Freud. . Int. Z. Psychoanal.. 1925, 11 (1): 1–5  [2020-07-09]. （原始内容存档于2021-05-14） （德语）. 英譯本："A Note Upon the 'Mystic Writing-Pad'", in SE vol. XIX, 1961, pp. 227–232.
17. ↑  Jacques Derrida. . . Paris: Éditions du Seuil. 1967: 293ff. ISBN 2-02-001937-X （法语）.
18. ↑  Derrida 1968，第76, 78, 80, 118, 168頁.
19. ↑  Cicero, de Oratore, 1.28.
20. ↑  Irmgard Männlein-Robert: Longin. Philologe und Philosoph, München 2001, pp. 399 f.; Trapp, p. 141, 145, 165; Yunis, pp. 26–28; Richard Hunter: Plato and the Traditions of Ancient Literature. The Silent Stream, Cambridge 2012, pp. 1–18, 36ff., 52–54, 58, 82, 88, 149ff., 151–184, 192–222, 240; František Novotný: The Posthumous Life of Plato, Den Haag 1977, pp. 259ff., 266ff.
21. ↑  Aristot., Ars Rhetorica, 3.7, etc.
22. ↑  Diogenes Laertius, 3.1.38. 另參見 Fritz Wehrli (Hrsg.): Die Schule des Aristoteles, Heft 1: Dikaiarchos, Basel 1944, S. 54 f.
23. ↑  參見 Henry D. Saffrey, Leendert G. Westerink (ed.): Proclus: Théologie platonicienne, Vol. 4, Paris 1981, pp. XIff.
24. ↑  Woldemar Görler: From Athens to Tusculum: Gleaning the Background of Cicero’s De oratore. In: Rhetorica 6, 1988, pp. 215–235, hic: 215–228; František Novotný: The Posthumous Life of Plato, Den Haag 1977, pp. 65, 67–71.
25. ↑  Dionysius Halicarnasseus, De Demosthene, 7.
26. ↑  Irmgard Männlein-Robert: Longin. Philologe und Philosoph, München 2001, S. 398–403.
27. ↑  Diogenes Laertius, 3.57ff.
28. ↑  Henry D. Saffrey, Leendert G. Westerink (edd.): Proclus: Théologie platonicienne, Bd. 4, Paris 1981, pp. XII–XV; Willy Theiler: Philo von Alexandria und der Beginn des kaiserzeitlichen Platonismus. In: Kurt Flasch (Hrsg.): Parusia, Frankfurt 1965, S. 199–218, hier: 199–202; Anita Méasson: Du char ailé de Zeus à l’Arche d’Alliance. Images et mythes platoniciens chez Philon d’Alexandrie, Paris 1986, pp. 29–51, 141–149, 160–176, 188–192, 203–210, 238–240, 246–262, 281 ff., 329–338, 353 f.
29. ↑   in Liddell, Henry George; Scott, Robert (1940) A Greek–English Lexicon, revised and augmented throughout by Jones, Sir Henry Stuart, with the assistance of McKenzie, Roderick. Oxford: Clarendon Press. In the Perseus Digital Library, Tufts University.
30. ↑  Posidonius 290（見 Ian G. Kidd, Posidonius, Vol. 2: The Commentary, Part 2: Fragments 150–293, Cambridge 1988, pp. 979–981）.
31. ↑  Heraclitus, Quaestiones Homericae 17–18, 77–78. 另參見 Heinrich Dörrie, Matthias Baltes: Der Platonismus in der Antike, Bd. 2, Stuttgart-Bad Cannstatt 1990, S. 44–47, 122–125, 282 f., 387.
32. ↑  Fronto, Epistula acephala ad M. Aurelium Caesarem (= Additamentum epistularum No. 8; 奧列里烏斯的回覆 = No. 7). 參見 Michel P. J. van den Hout: A Commentary on the Letters of M. Cornelius Fronto, Leiden 1999, pp. 557–568.
33. ↑  Heinrich Dörrie, Matthias Baltes: Der Platonismus in der Antike, Bd. 2, Stuttgart-Bad Cannstatt 1990, S. 100 f., 360, 364 und Bd. 3, Stuttgart-Bad Cannstatt 1993, S. 197; Michael Erler: Platon, Basel 2007, S. 221.
34. ↑  John Dillon: Harpocration’s Commentary on Plato: Fragments of a Middle Platonic Commentary. In: John Dillon: The Golden Chain, Aldershot 1990, No. XIV, pp. 139–142; Heinrich Dörrie, Matthias Baltes: Der Platonismus in der Antike, Bd. 3, Stuttgart-Bad Cannstatt 1993, S. 197.
35. ↑  John F. Finamore: Apuleius on the Platonic Gods. In: Harold Tarrant, Dirk Baltzly (edd.): Reading Plato in Antiquity, London 2006, pp. 33–48, hic: 40–42.
36. ↑  Henry D. Saffrey, Leendert G. Westerink (edd.): Proclus: Théologie platonicienne, Vol. 4, Paris 1981, pp. XVff.; Willy Theiler: Philo von Alexandria und der Beginn des kaiserzeitlichen Platonismus. In: Kurt Flasch (Hrsg.): Parusia, Frankfurt 1965, S. 199–218, hic: 200–202. cit. ap. Trapp, pp. 161–164, 167ff.
37. ↑  Plutarch, De animae procreatione in Timaeo 1016a.
38. ↑  Trapp，第157–161頁.
39. ↑  Trapp，第141–155頁.
40. ↑  見 Henry D. Saffrey, Leendert G. Westerink (edd.): Proclus: Théologie platonicienne, Vol. 4, Paris 1981, pp. XVIII–XXV.
41. ↑  John M. Dillon: Iamblichi Chalcidensis in Platonis dialogos commentariorum fragmenta, Leiden 1973, pp. 92–99, 248–256. 參見 Bent Dalsgaard Larsen: Jamblique de Chalcis. Exégète et philosophe, Aarhus 1972, p. 56ff.; Henry D. Saffrey, Leendert G. Westerink (edd.): Proclus: Théologie platonicienne, vol. 4, Paris 1981, pp. XXVII–XXIX.
42. ↑  Prolegomena zur Philosophie Platons 26, hrsg. von Leendert G. Westerink: Prolégomènes à la philosophie de Platon, Paris 1990, S. 40.
43. ↑  John M. Dillon (ed.): Iamblichi Chalcidensis in Platonis dialogos commentariorum fragmenta, Leiden 1973, pp. 94ff., 98ff., 249–251, 255ff.
44. ↑  Werner Jaeger: Paideia, Berlin 1989 (Nachdruck der Auflage von 1973 in einem Band), S. 1131 f.
45. ↑  Hegel，第57頁.
46. ↑  Hegel，第48, 51ff頁.

### 原文
- John Burnet (ed.). . Oxford University Press. 1901. ISBN 9780198145417 （古希臘語）.

### 譯本
- Plato; 孫有蓉 (譯). . 臺灣: 商周出版. 2017. ISBN 9789864772810 （中文（繁體））.
- Plato; Christopher Rowe (tr.). . Penguin Classics. 2005. ISBN 9780140449747 （英语）.
- Plato: Euthyphro, Apology, Crito, Phaedo, Phaedrus. Greek with translation by Harold N. Fowler. Loeb Classical Library 36. Harvard Univ. Press (originally published 1914).
- Plato; Harold N. Fowler (tr.). . Perseus. Cambridge, MA: Harvard University Press. 1925  [2020-07-06]. （原始内容存档于2021-02-11） （英语）.
- Benjamin Jowett. . The Internet Classics Archive.   [2020-07-06]. （原始内容存档于2012-11-03） （英语）.
- Platon; trad. Luc Brisson. . . Éditions Gallimard. 2008. ISBN 978-2-0812-1810-9 （法语）.
- Platon; trad. Victor Coussin. . Paris: P.-J. Rey. 1849  [2020-07-06]. （原始内容存档于2021-05-14） （法语）.
- Léon Robin. Claudio Moreschini, Paul Vicaire , 编. . Paris. 1985 （法语）.
- Wolfgang Buchwald. . München: Heimeran. 1964 （德语）.
- Ernst Heitsch.  2., erweiterte Auflage. Göttingen: Vandenhoeck & Ruprecht. 1997. ISBN 3-525-30437-4 （德语）.

### 論述作品
- Harvey Yunis (ed.). . Cambridge: Cambridge University Press. 2011. ISBN 978-0-521-61259-3 （英语）.
- Charles L. Griswold, Jr. . University Park: Pennsylvania State University Press. 1986. ISBN 0-271-01618-3 （英语）.
- Gerrit J. de Vries. . Amsterdam: Adolf M. Hakkert. 1969 （英语）.
- Michael Burney Trapp. . Oxford: Clarendon Press. 1990: 141–173. ISBN 0-19-814057-6 （英语）.
- Jacques Derrida. . . Éditions du Seuil. 1972: 88–89. ISBN 2-02-020623-4 （法语）.
  - 英譯本：Jacques Derrida; tr. Barbara Johnson. . In: Dissemination, Chicago: University of Chicago Press. 1981.
- Luc Brisson; F. Francesco (sous la direction de). . Paris: Édition Quadrige/ Puf. 2006 （法语）.
- Peter Gardeya. . Würzburg: Königshausen & Neumann. 1998. ISBN 3-8260-1384-0 （德语）.
- Thomas A. Szlezák. . Berlin: De Gruyter. 1985. ISBN 978-3110102727 （德语）.
- Georg Wilhelm Friedrich Hegel. . Frankfurt. 1986 （德语）.
  - 中譯本：〔德〕黑格尔著; 贺麟、王太庆译. . 商务印书馆. 1978 （中文（简体））.
- Paul Natorp. . Hamburg. 1994 (Erstveröffentlichung 1903) （德语）.